# Elisabetsskvären

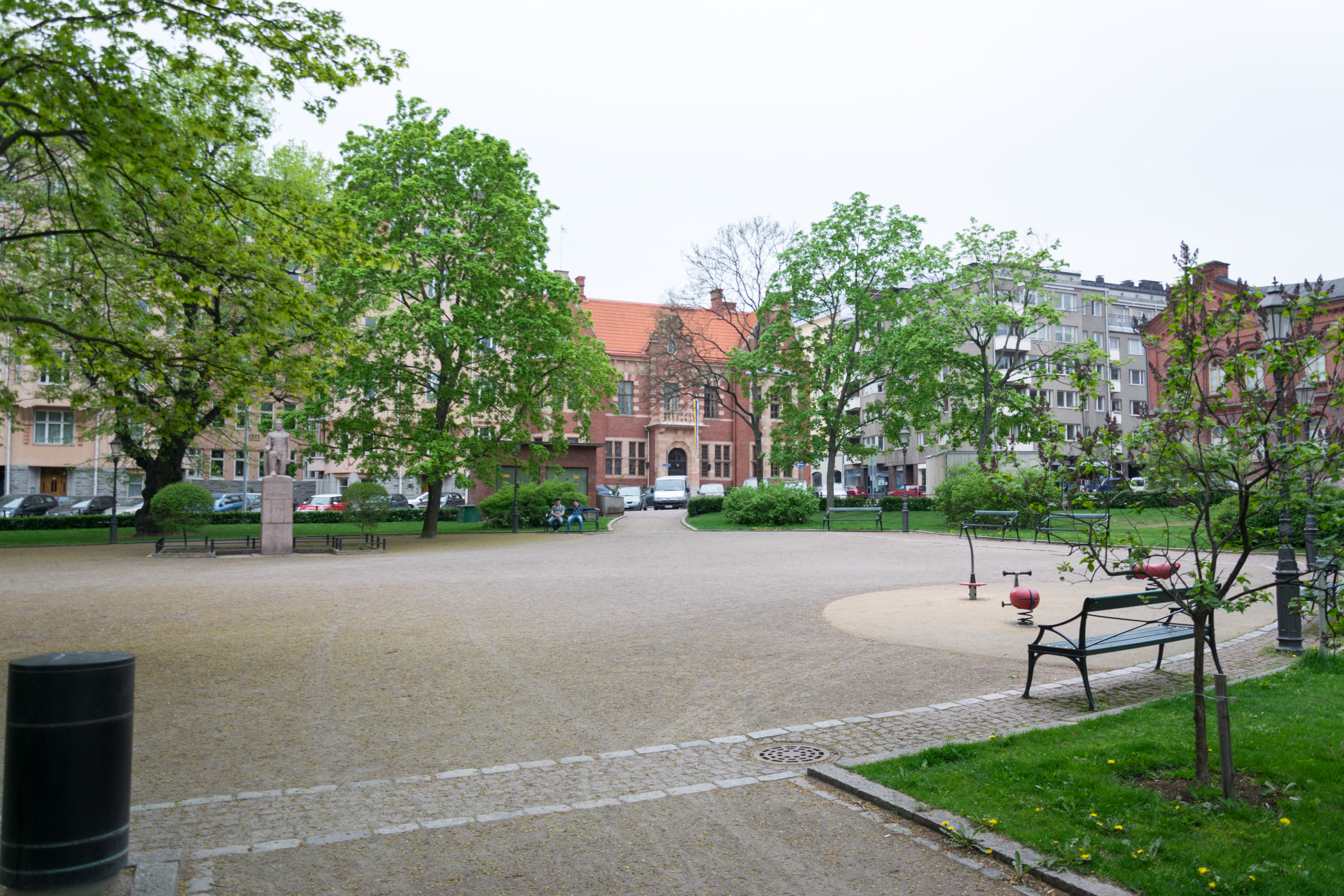
Elisabetsskvären

Elisabetsskvären (finska: Liisanpuistikko) är en park i stadsdelen Kronohagen i södra Helsingfors. Parken ligger vid stranden mellan Manegegatan och Elisabetsgatan. Krigsmuseet, den forna kasernbyggnaden för Nylands bataljon, ligger vid skvärens norra kant. Byggnaden byggdes år 1883 efter ritningar av arkitekt Evert Lagerspetz. Elisabetsskvären har anor från början av 1800-talet. Skvärens ursprungliga form var oval. 